# La Flèche
La Flèche és un municipi francès, situat al departament de Sarthe i a la regió de País del Loira.

## Personatges il·lustres
- Paul d'Estournelles de Constant (1852-1924) diplomàtic, polític, Premi Nobel de la Pau de 1909.